# 에렌 알바이라크
에렌 알바이라크(1991년 4월 23일 ~ )는 터키의 축구 선수이다.

## 국가대표 경력
그는 2015년 터키대표팀에 데뷔했다.

## 통계
| 튀르키예 | 튀르키예 | 튀르키예 |
| 연도     | 출전     | 골       |
| -------- | -------- | -------- |
| 2015     | 1        | 0        |
| 합계     | 1        | 0        |